# Abtei Nogent-sous-Coucy

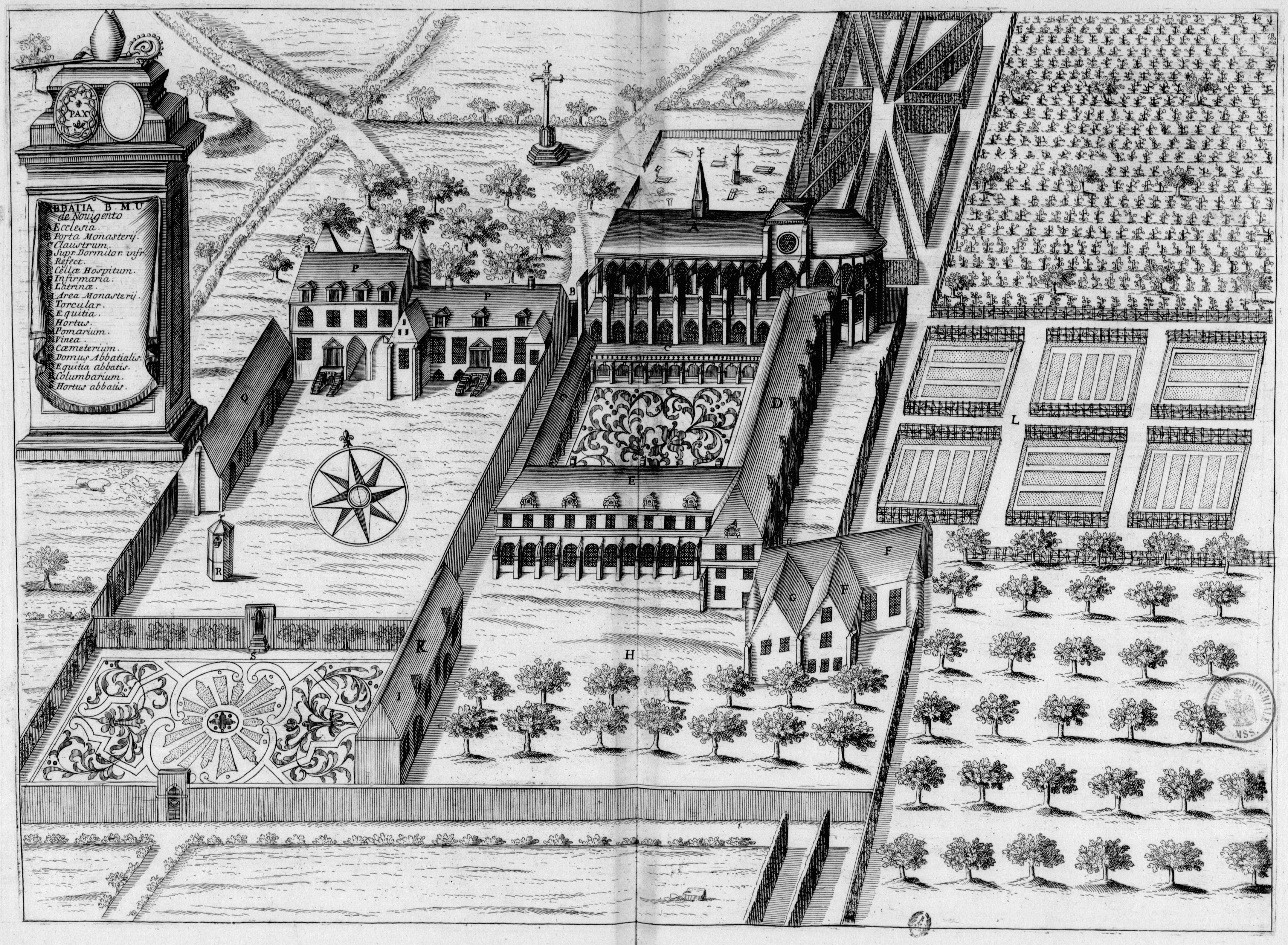
Abtei Nogent-sous-Coucy, Stich aus dem 17. Jahrhundert

Die Benediktinerabtei Nogent-sous-Coucy lag in einer Ebene unterhalb der Burg Coucy am rechten Ufer des Flusses Ailette. Sie wurde im Jahr 1059 von den Herren von Coucy gegründet, aber erst ab 1076 von Aubry I. von Coucy mit Mönchen von Saint-Remi in Reims besiedelt.
Der wichtigste Abt des Klosters war der Geschichtsschreiber Guibert von Nogent, der Nogent von 1104 bis 1124 leitete. Er überliefert eine Gründungslegende, nach der lange Zeit zuvor an dieser Stelle eine Grabkapelle für einen (ansonsten unbekannten) englischen König namens Quilius gestanden haben soll, der sich habe taufen lassen. Quilius wurde in Nogent als Heiliger verehrt, sein Abbild Teil des Siegels der Abtei. 
Aufgrund von Schenkungen vor allem während Guiberts Amtszeit erfuhr Nogent einen beachtlichen Aufschwung, jedoch gingen die Zuwendungen ab Mitte des 12. Jahrhunderts deutlich zurück. Gegen Ende des 14. Jahrhunderts geriet die Abtei dann zeitgleich mit dem Aussterben der Herren von Coucy in wirtschaftliche Schwierigkeiten.
Von der Klosterbauten ist heute nur noch ein monumentales Portal erhalten. Das übrige ist lediglich aus einem Bericht aus dem 17. Jahrhundert näher bekannt, der auch einen Plan der Klosteranlage enthält. Danach bestand Nogent aus einer Kirche, die wohl aus dem 13. Jahrhundert stammte, dem Klostergebäude für die Mönche und einem besonderen Haus für den Abt sowie einem weiteren für Gäste.